# Darrell Duffie
James Darrell Duffie  (* 23. Mai 1954) ist ein kanadischer Wirtschaftswissenschaftler und Finanzmathematiker.
Duffie studierte an der University of New Brunswick mit dem Bachelor-Abschluss als Bauingenieur 1975 und an der University of New England mit dem Master-Abschluss in Wirtschaftswissenschaften (Wirtschaftsstatistik) 1980. Er wurde 1984 an der Stanford University in Wirtschaftswissenschaften promoviert. Er ist Dean Witter Distinguished Professor für Finanzwissenschaft an der Stanford Graduate School of Business.
Er befasst sich unter anderem mit Optionspreisen, Kreditrisiken, dynamischen Wertpapier-Preis-Modellen.
2007 wurde er Fellow der American Academy of Arts and Sciences. 2009 war er Präsident der American Finance Association. 2003 wurde er Financial Engineer of the Year. Duffie erhielt den Fama-DFA-Preis 2021.
1992 war er eingeladener Sprecher auf dem Europäischen Mathematikerkongress in Paris  (Martingales, arbitrage and portfolio choice). Er ist im Financial Advisory Round Table der Federal Reserve Bank. Er ist Research Associate des National Bureau of Economic Research und Fellow der Econometric Society und in deren Rat.

## Schriften (Auswahl)
- Security Markets: Stochastic Models, Academic Press 1988
- Futures Market, Prentice Hall 1989 (auch ins Japanische und Chinesische übersetzt)
- mit Kenneth J. Singleton: Credit Risk: Pricing, Measurement and Management, Princeton University Press 2003
- Dynamic Asset Pricing Theory, Princeton University Press 1992, 3. Auflage 2001 (auch ins Französische, Japanische und Italienische übersetzt)
- How big banks fail – and what to do about it, Princeton University Press 2010
- Dark Markets: Asset Pricing and Information Transmission in Over-the-Counter Markets, Princeton University Press, 2012